# Sylvia Oeggerli
Sylvia Oeggerli, née le 28 février 1939 à St. Gall, est une artiste peintre et graphiste suisse.

## Formation
Sylvia Oeggerli a reçu sa formation à l'école de textiles et de la mode à St. Gall. En suite elle a continué à se former à l'école Guerre-Lavigne à Paris, School of Arts and Crafts à Londres et Arts Décoratives à Genève. De 1976 à 1980 elle a travaillé au Centre de Gravure à Genève. Ensuite, elle a travaillé comme dessinatrice en mode et textiles, faisant des collections. Avec cette expérience, elle a commencé à travailler librement des aquarelles, pastels, gouache et huile. En addition, elle commence à faire de la gravure : eaux fortes, xylographies et linographies.

## Stage
Comme elle aime toujours travailler en différentes techniques, elle a développé une technique très personnelle en peinture sous-verre. Avec cette technique, elle a su se faire connaître au niveau international. Sa technique consiste à graver avec un couteau dans une couche de peinture sur le verre – ou dans un miroir,. Les dernières années, elle peignait surtout des fleurs ou paysages. Son atelier se trouve à Chavannes-des-Bois, dans la région de Genève. Elle est membre des organisations Visarte et Pro Litteris.

## Expositions

### En groupe ou personnel
- Chavannes-des-Bois:  Cheminement vers la paix. visarte-geneve.ch, septembre 2023
- Vitromusée Romont FR, Sans compromis, octobre 2020 / septembre 2021
- Boléro, Versoix GE, 2017
- Galaria Chesina, Sils-Maria en Engadine, GR, 1998, 2015/16 et 2018
- Galerie du Lignon SIG, Genève, 2012, L'altitude de l'eau
- Galerie du lac, Begnins VD, 2011[4]
- Château de Tannay VD, 2010
- Maison du Charron, Versoix GE, 2009
- Burgdorf BE, Exposition Glass Inspiration, 2007[2]

### Participations en expositions de groupe
- Musée Suisse du Vitrail, Romont FR, 2009, peinture sous-verre (en miroir)
- Grenchen SO, 2002, Kunsthaus
- Musée des Beaux-Arts, Soleure, 1989, Exposition de Noël
- Hans-Erni-Museum, Luzerne, 1988, Exposition Nationale du Club-Alpin
- Musée des Beaux-Arts, La Chaux-de-Fonds NE, 1984, Concours national de peinture

## Achats officiels
- un tableau en technique mixte à la ville de Genève
- un tableau en technique mixte à l'UBS à St. Moritz GR
- un tableau peinture-sous-verre à la ville de Versoix GE
- une linographie, 3 peintures sous-verre, 3 tableaux peinture mixte, à Chavannes-des Bois VD
- deux tableaux peinture-sous-verre à la Vitromusée de Romont FR

Un grand nombre d'œuvres était vendu à des collectionneurs privées.

## Publications
- Kerri Anderson-Sparks: Connaissez-vous Sylvia Oeggerli-Margreth? Dans: L'Echo des Bois, 12/2023, page 20
- Sarah Schmid-Perez: Une exposition au coeur de l'atelier de Sylvia Oeggerli. Dans: Versoix-Region, Nr. 333, novembre 2023
- Tamara Bongard: De verre, de glace et de lumière. Dans: La Liberté, 2021-03-04
- La transparence des glaces éternelles. Dans La Gruyère, 2021-03-04, page 19
- Pierre Hügli: Une magie: la peinture sous verre de Sylvia Oeggerli. Dans phArts, Nr 140, 2019, page 14
- Pierre Dupanloup: Exposition et rétrospective Sylvia Oeggerli. Dans La Côte, 25 juin 2011, page 22
- Calendrier florale 2000. Sujets de fleurs, Engadin Presse, Samedan, 1999
- Marcella Maier: La peinture est ma vie. Engadiner Post, 15 janvier 1998

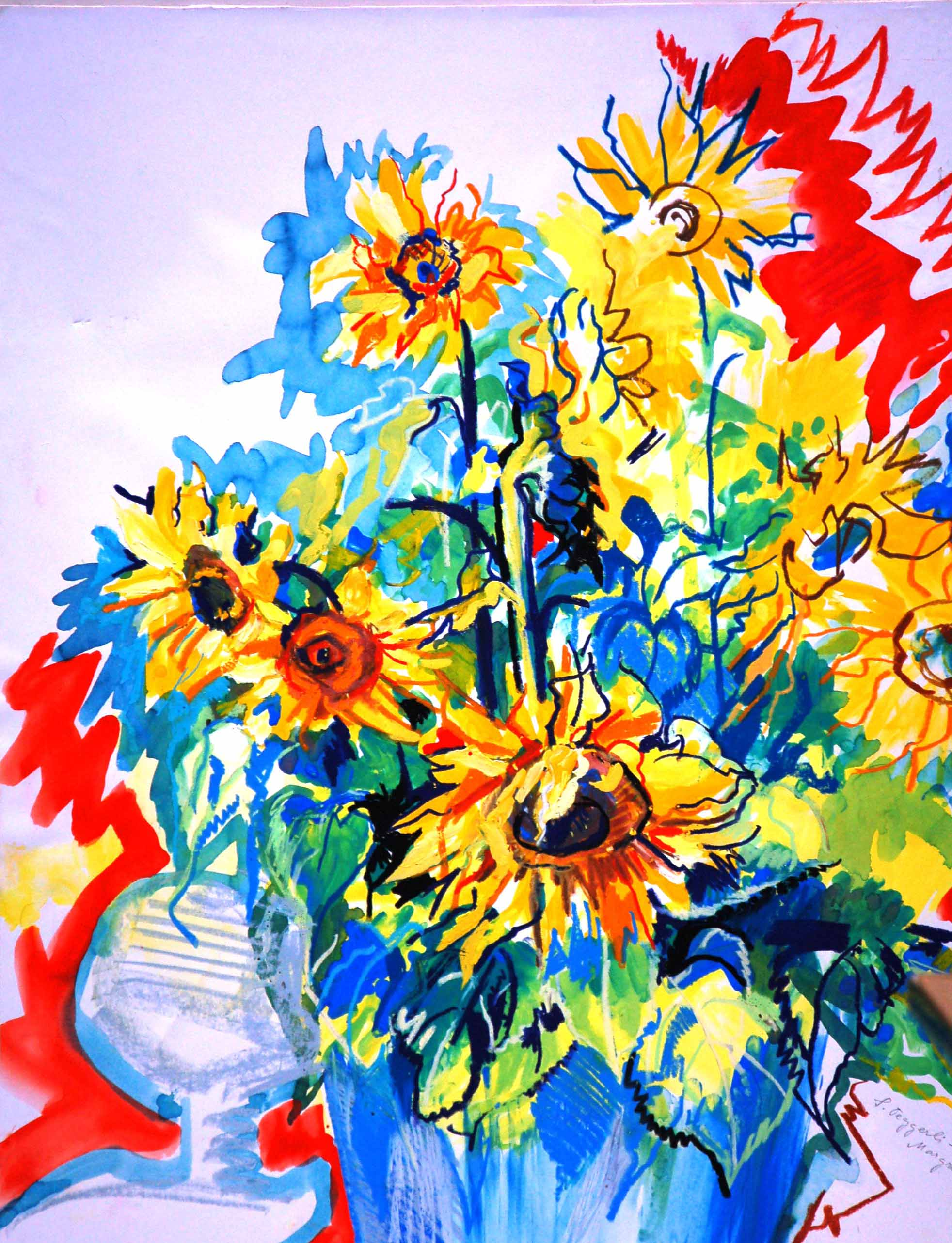
Technique mixte "Tournesols"
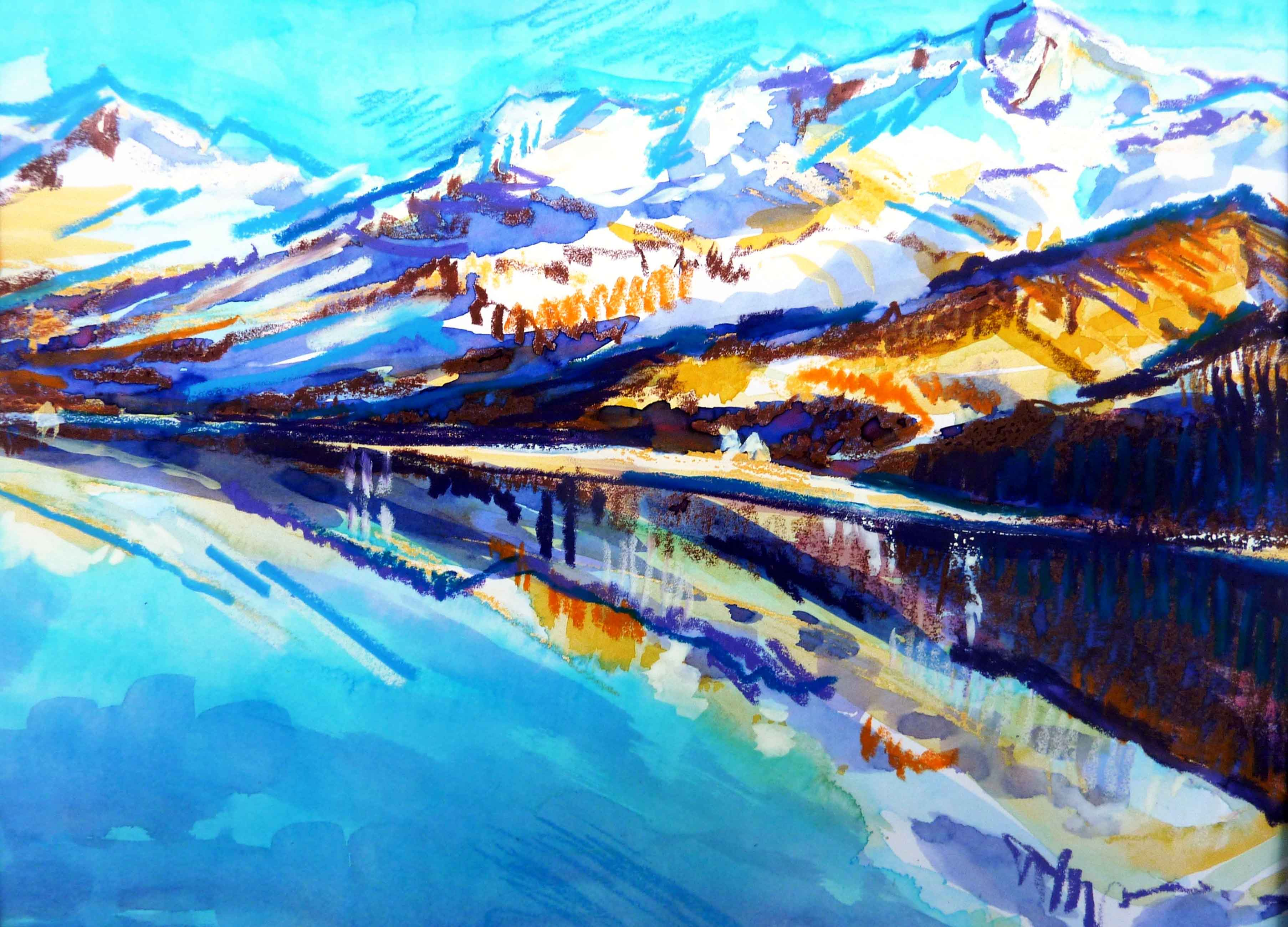
Technique mixte "Piz Corvatch"
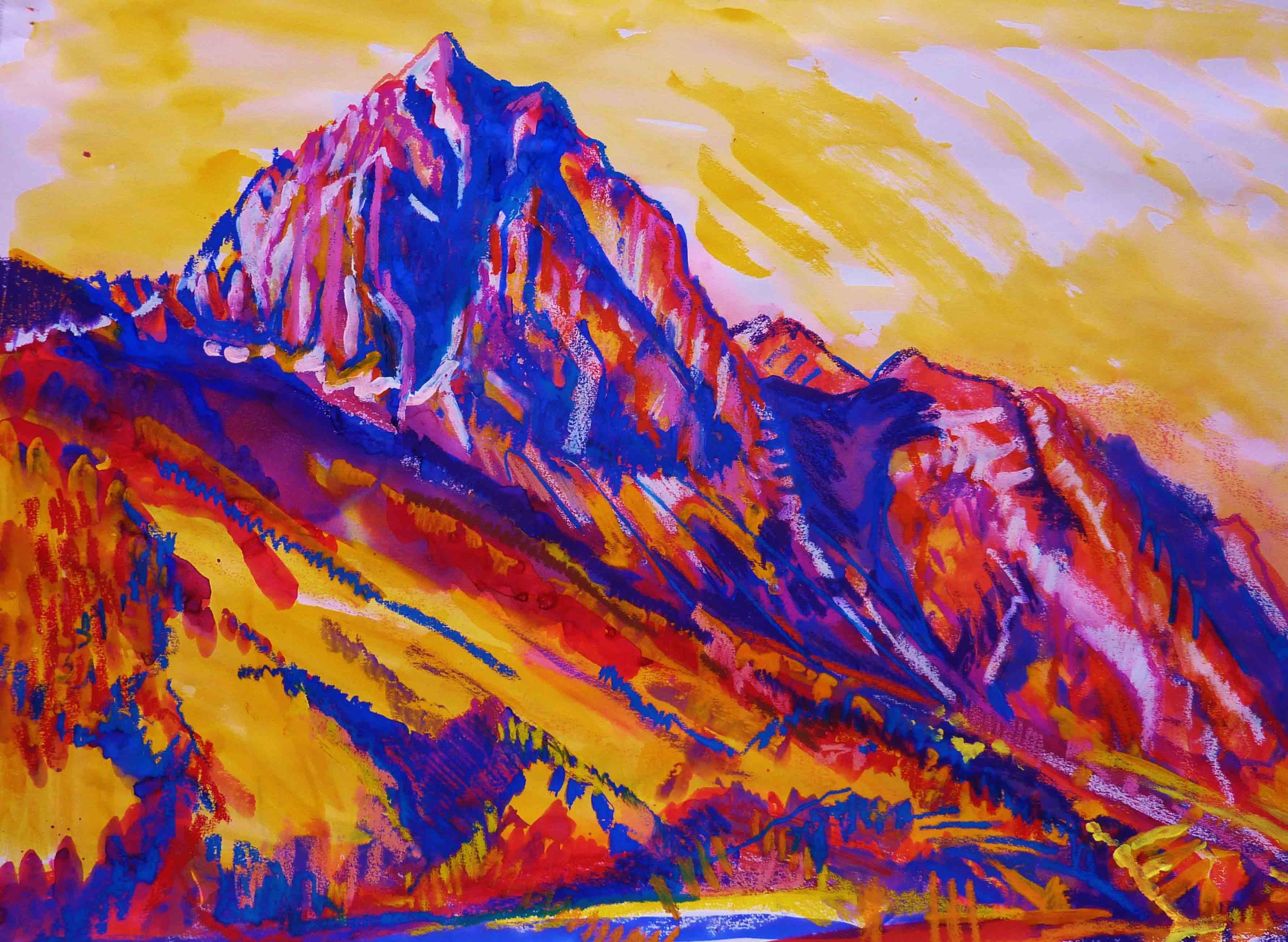
Technique mixte "Piz Lagrev"
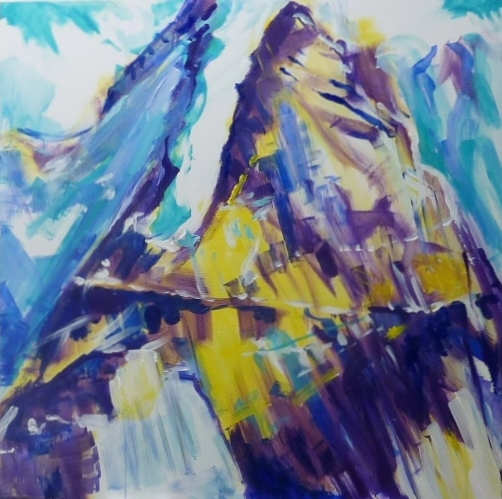
Acryl "Biancograt"
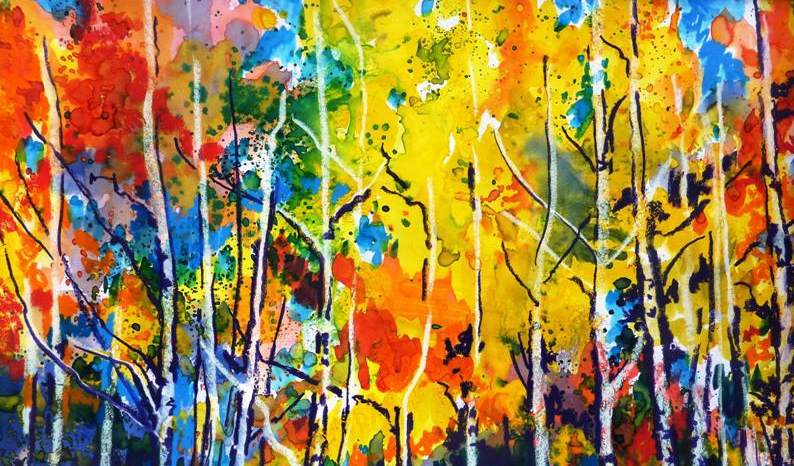
Technique Mixte "Forêt en automne"
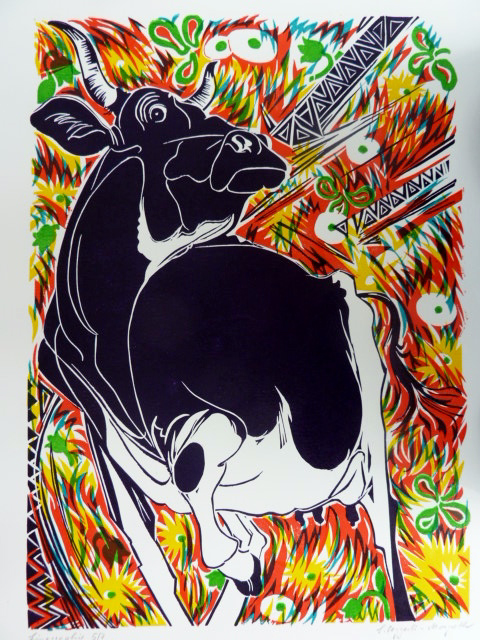
Linographure 4 couleurs "La Vache"
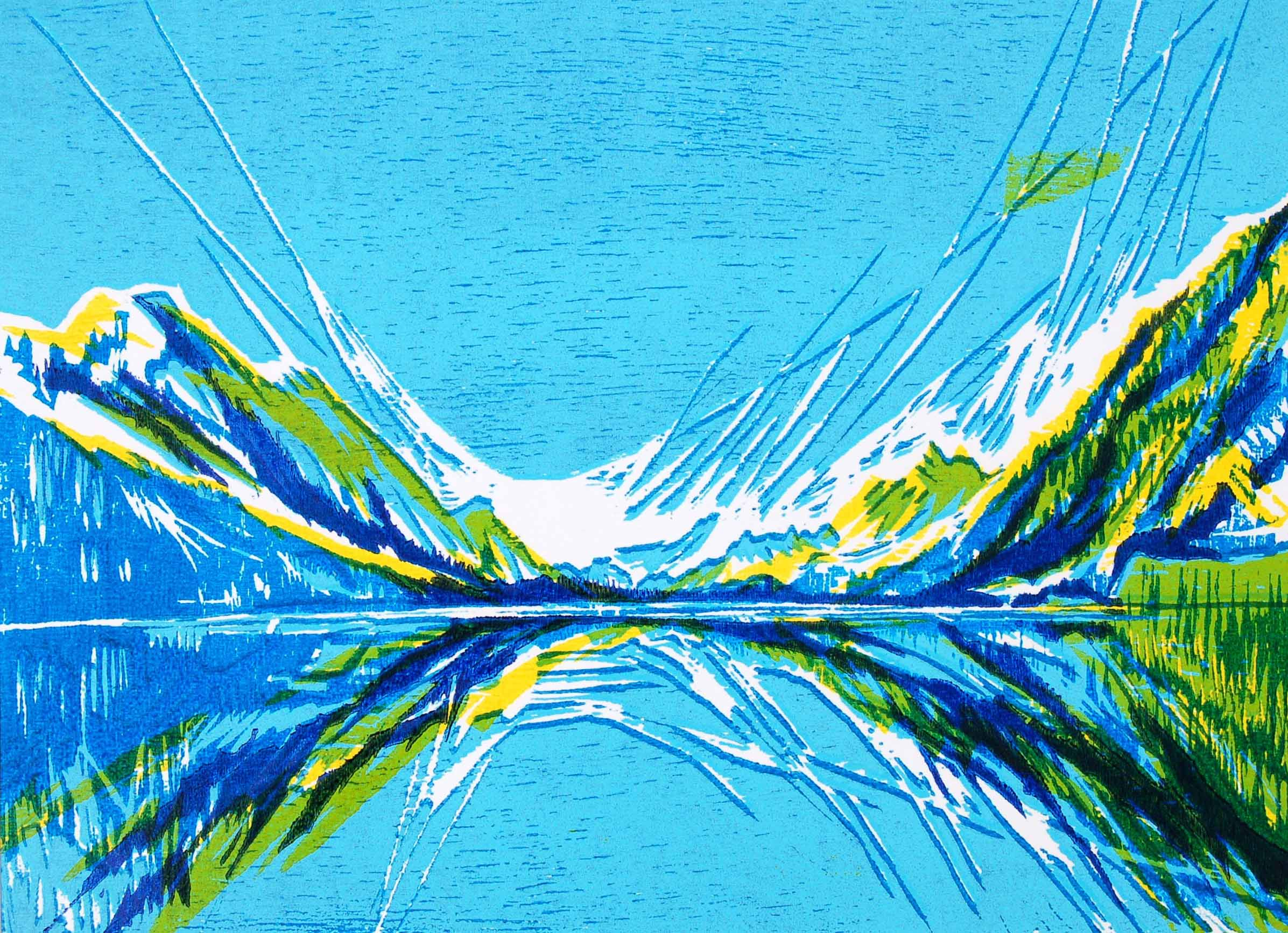
Xylographie 4 couleurs "Engadine"
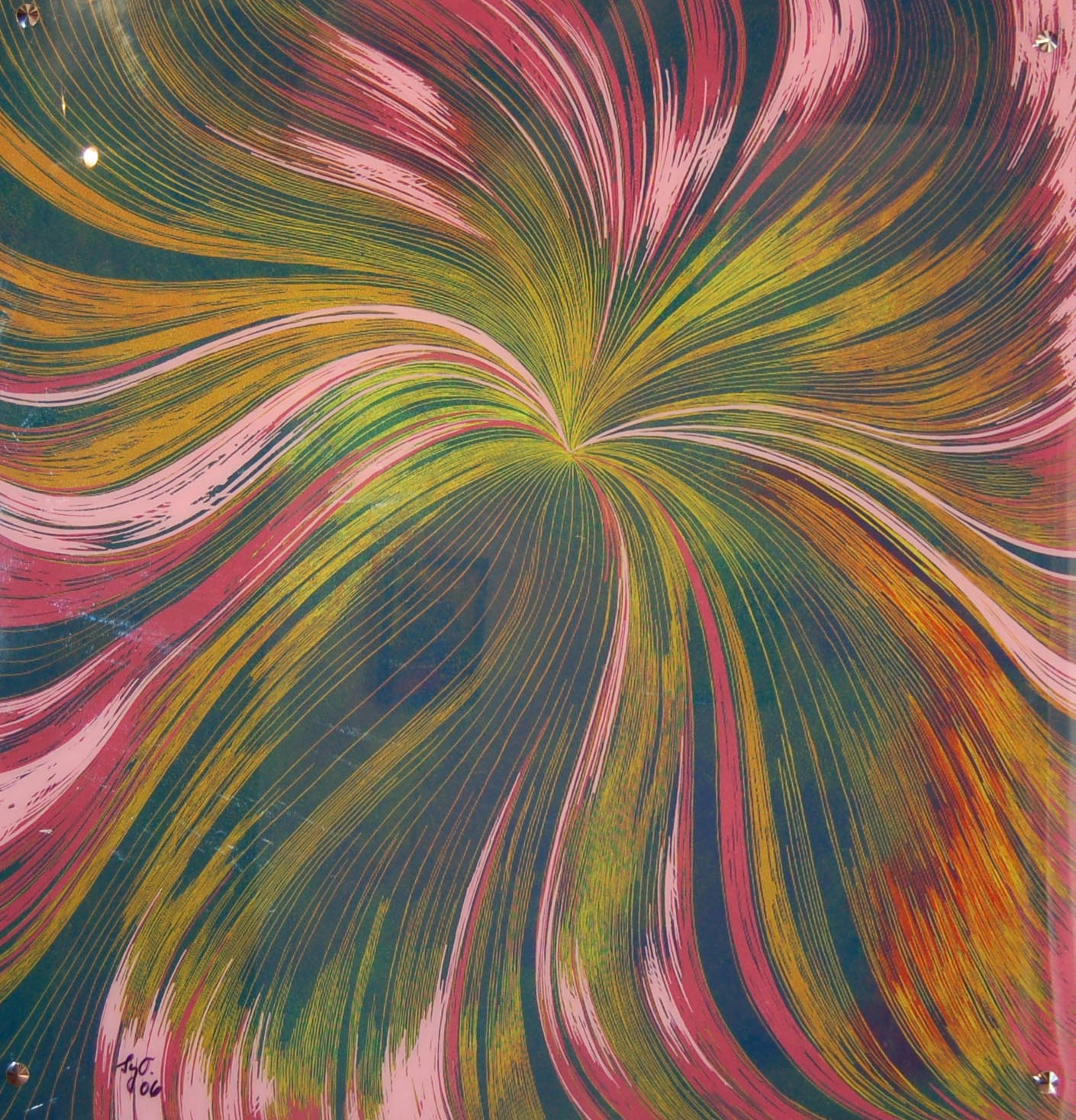
Peinture sous-verre "Fleur"
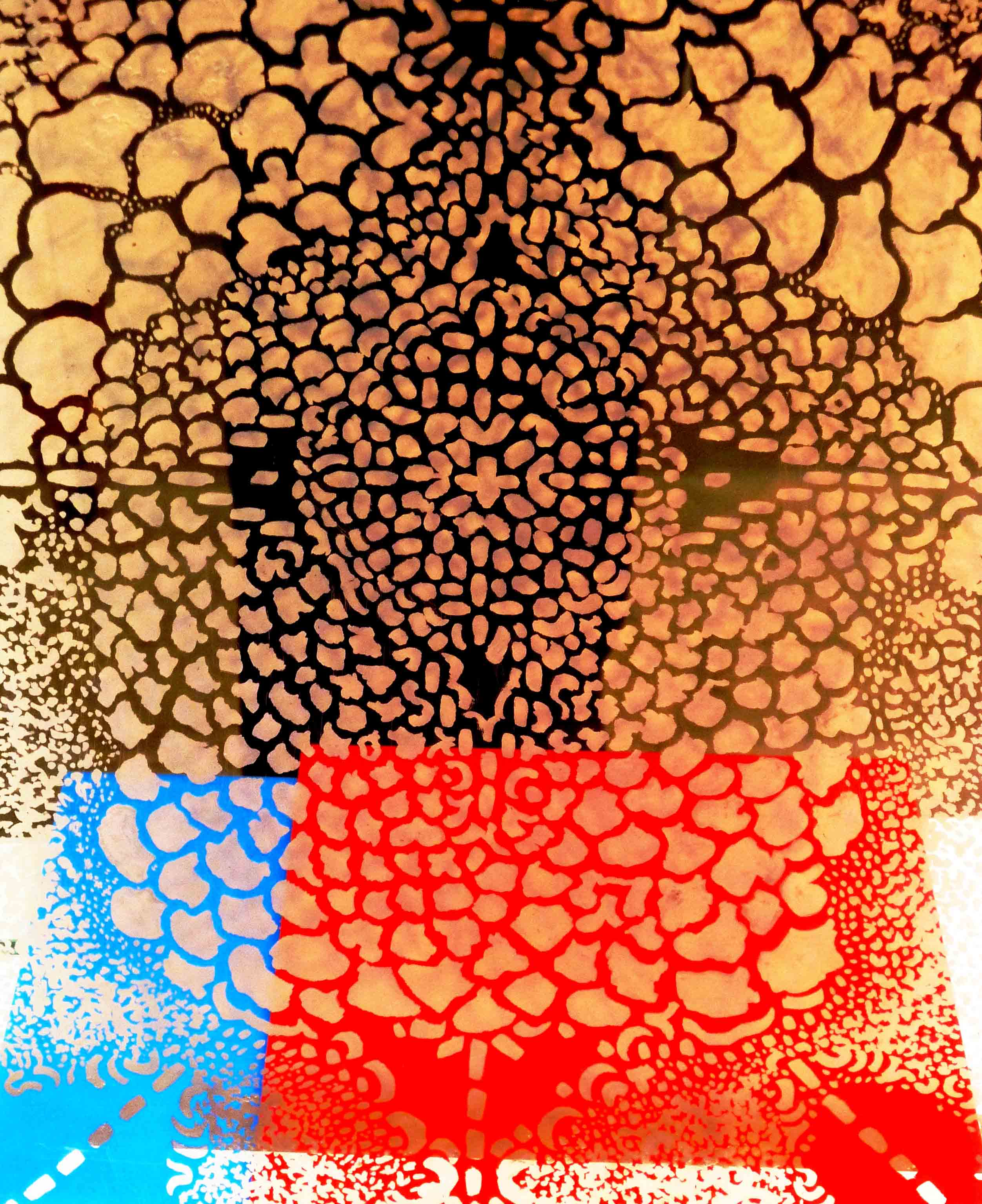
Peinture sous-verre "Abstrait"
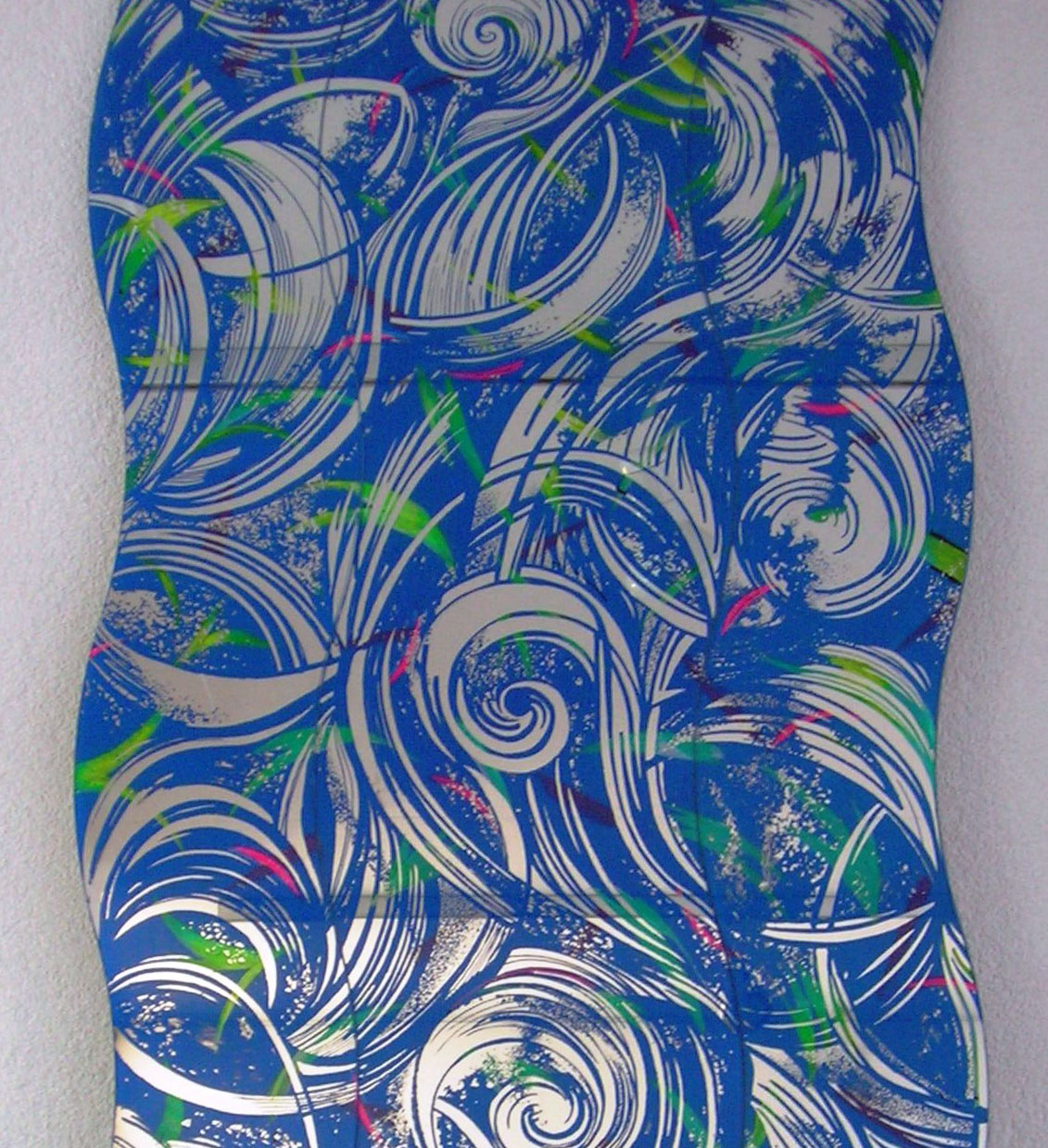
Peinture sous-verre "Miroir
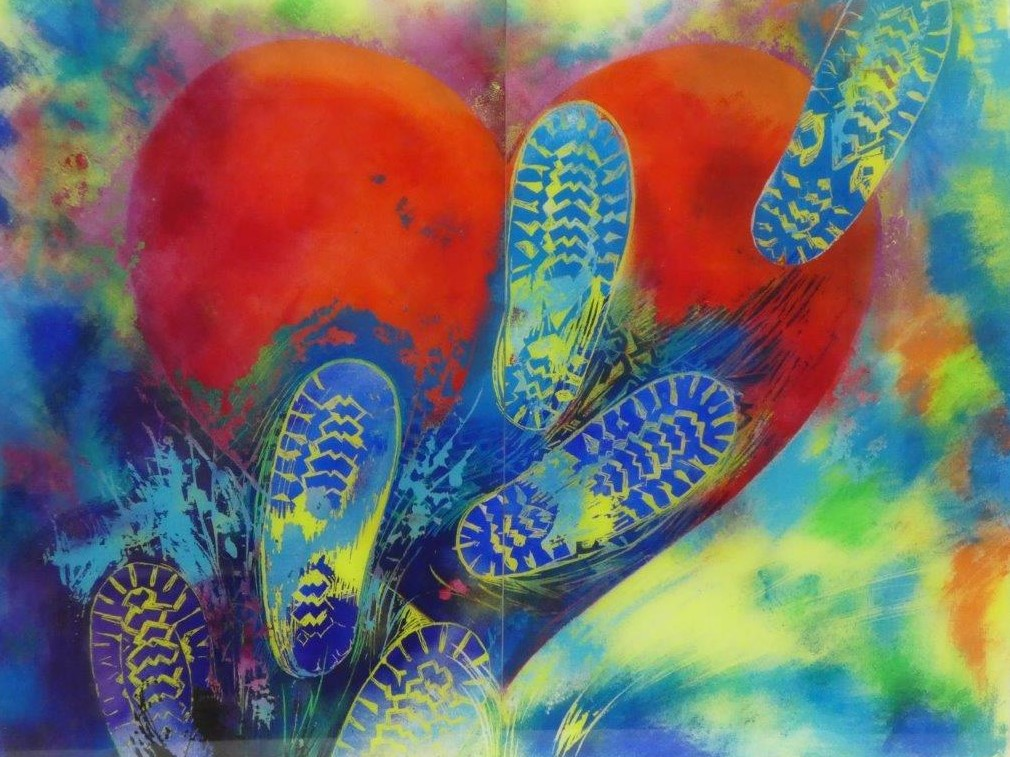
Peinture sous-verre "Le cheminement vers la paix"
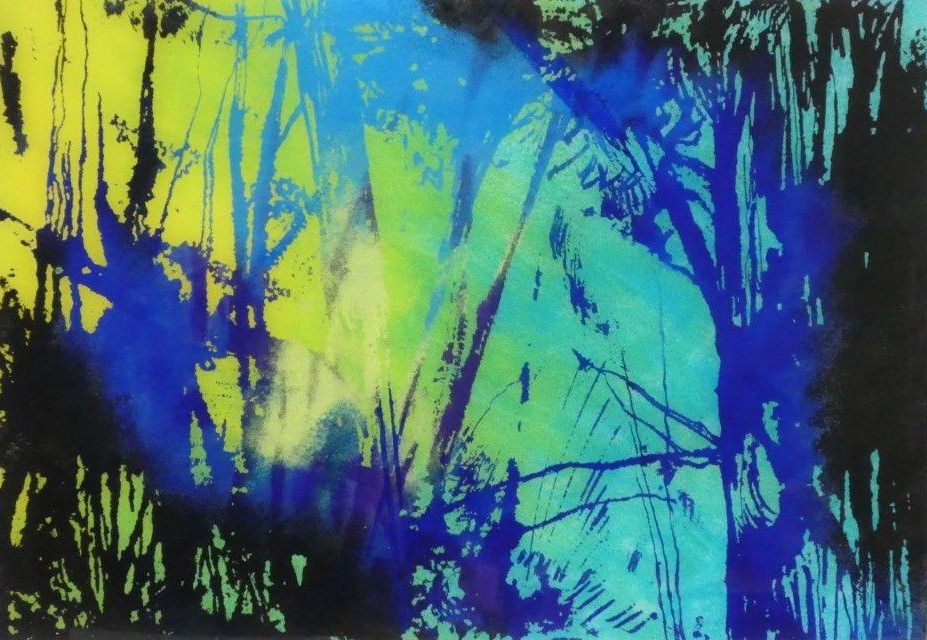
Peinture sous-verre "Gestrüpp"
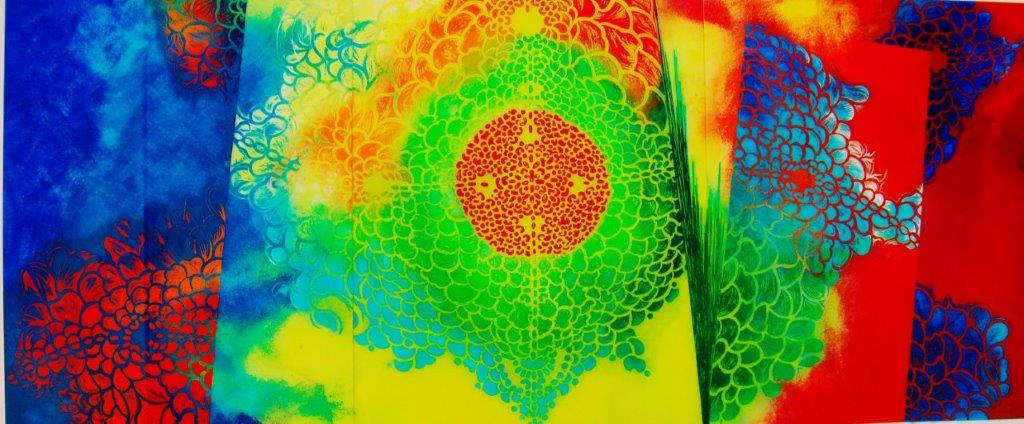
Peinture sous-verre "gespalten"